# Alois Baldiron
Alois Baldiron (* unbekannt; † Januar 1632) war während der Bündner Wirren Oberbefehlshaber der spanisch-habsburgischen Truppen.
Alois Baldiron stammte aus dem Fleimstal im Trentino. 1596 trat er in habsburgische Dienste ein. Im Oktober 1621 fiel er als Oberbefehlshaber der spanisch-habsburgischen Truppen im Dienste des österreichischen Erzherzogs Leopold V. mit 8000 Mann vom Vinschgau ins Münstertal ein, überquerte den Ofenpass und besetzte das Engadin, das Prättigau, Chur und Maienfeld.
Baldirons Versuch, im April 1622 die Ausübung des protestantischen Glaubens zu verbieten, führte zum Prättigauerkrieg. Baldiron wurde in Chur eingeschlossen und kapitulierte. Er erhielt freien Abzug und zog sich nach Chiavenna zurück. Im September 1622 kehrte er mit einem Regiment von 10'000 Mann zurück und eroberte vom Münstertal aus in einem zweiten blutigen Feldzug erneut das Unterengadin, Davos und das Prättigau; zahlreiche Dörfer wurden in Schutt und Asche gelegt. Nach dem Lindauer Vertrag vom 30. September 1622, in dem das Unterengadin und der größte Teil des Zehngerichtebunds zum österreichischen Untertanenland wurden, verliess Baldiron im Dezember 1622 das Bündnerland.
Er liess sich in Mähren nieder, wo er sich wohl aufgrund seiner militärischen Verdienste für die Habsburger Besitz erwerben konnte. Am 30. Juli 1630 wurde er von Kaiser Ferdinand II. in den Reichsfreiherrenstand erhoben. Baldiron war verheiratet mit Meta Clara von Stralendorff, einer Tochter von Freiherr Leopold von Stralendorf.